# José Ribeiro de Camargo

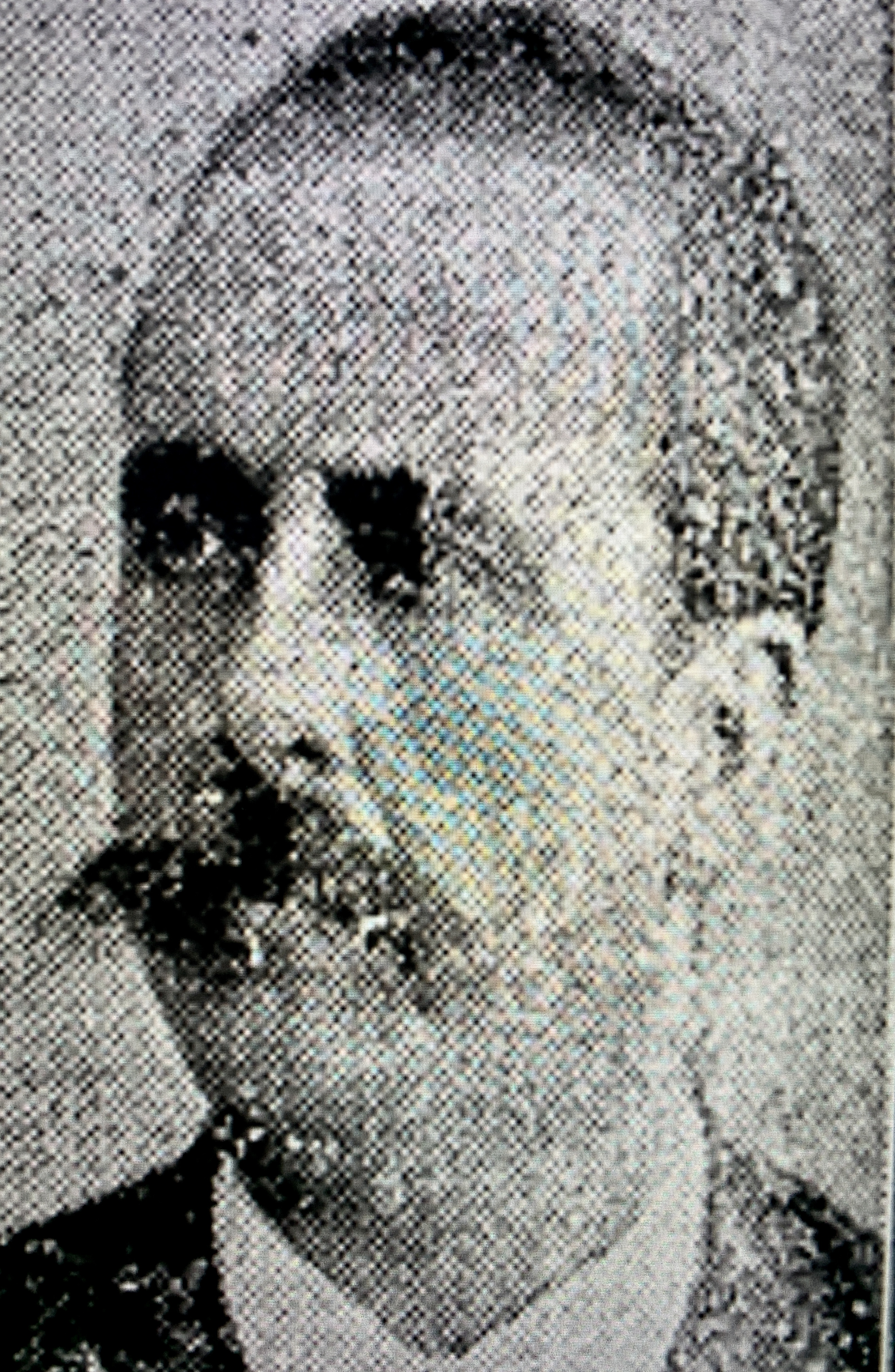

José Ribeiro de Camargo foi um fazendeiro brasileiro. Foi membro da convenção de Itú e um dos fundadores da cidade de Jaú.

## Biografia
Foi capitão da polícia militar de São Paulo e delegado da cidade de Brotas.
Nascido em 1800 na cidade de Itú em São Paulo.
Faleceu na sua fazenda Trindade, localizada em Jaú no dia 23 de janeiro de 1877.
Fundou a cidade de Jaú em 1859.
Foi casado com Theresa Leite Paes de Barros.
Pai de Sebastião Ribeiro de Barros e avô do aviador João Ribeiro de Barros.